# Leptogorgia piccola
Leptogorgia piccola är en korallart som beskrevs av Manfred Grasshoff 1988. Leptogorgia piccola ingår i släktet Leptogorgia och familjen Gorgoniidae. Inga underarter finns listade i Catalogue of Life.